# Quaerenda pecunia primum
 Quaerenda pecunia primum лат. (изговор: кваренда пекунија примум). Најприје треба доћи до новца. (Хорације)

## Поријекло изреке
Изрекао у првом вијеку п. н. е. Квинт Хорације Флак лат. Quintus Horatius Flaccus највећи римски лирски пјесник током владавине Октавијана Августа .

## Значење
Код Клајна, једног од аутора Великог речника страних ријчи и израза,  изрека има кнотацију упутства- правило да је новац пут ка свим осталим добрима па и духовним. Али има и тумачења која само констатују да људи прво и више воле новац него духовна добра.